# Franciabigio
Franciabigio (születési neve: Francesco di Cristofano Bigi) (Firenze, 1484. január 30.− Firenze, 1525. január 14.) firenzei reneszánsz festő.

## Életpályája
Mariotto Albertinelli tanítványa volt sokáig Bugiardiniével együtt. Mestere, sőt Bugiardinie művészete is hatással volt alkotásaira, sokszor össze is tévesztik munkáikat. Később összebarátkozott Andrea del Sarto ugyancsak firenzei festővel, Sartro művészete is mély benyomást tett rá, annál is inkább mivel közös műhelyt tartottak fent. Albertinelli hatását mutatja Angyali üdvözlet (Torino) című alkotása, egy másik korai képe Pierodi Cosimo alkotásaival mutat rokonságot: Apeles rágalma (Pitti). Raffaello művészete ihlette remekbe sikerült Madonna-képeit (Bécs, Firenze) és Venus aktját (Borghese Múzeum, Róma). További jeles freskói Sarto hatást tükröznek, hiszen együtt alkottak: Jelenetek Keresztelő Szent János életéből (Scalzo udvarán); Mária eljegyzése, (1513, Annunziata előcsarnokában); Utolsó vacsora (a Chiesa della Calza refectoriumában).
Legjelentékenyebb alkotásai kis olajfestményei, főleg finom arcképei. Férfi arckép (1517, Bécs, Liechtenstein-képtár); Önarcképe (1514, Pitti); A levelet író ifjú szintén önarckép (1522, Berlin); A levelet tartó fiatalember (London); s valamennyi arckép közül kiemelkedik a Merengő nézésű ifjú (Louvre).

## Képeiből

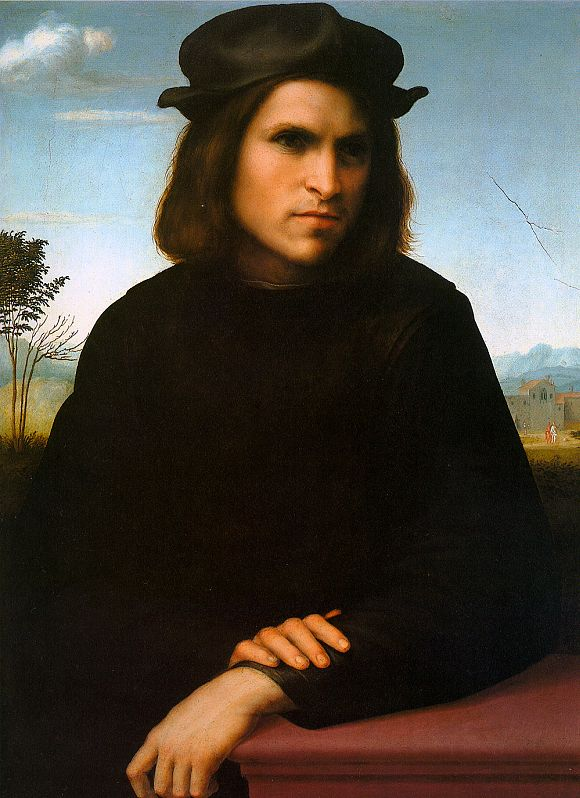
Merengő nézésű férfi arcképe (1514, Louvre)
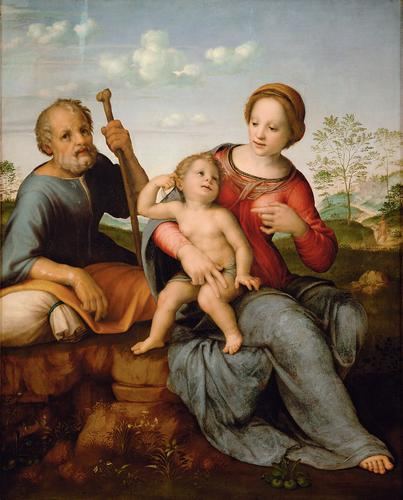
A Szent család (1515-20)
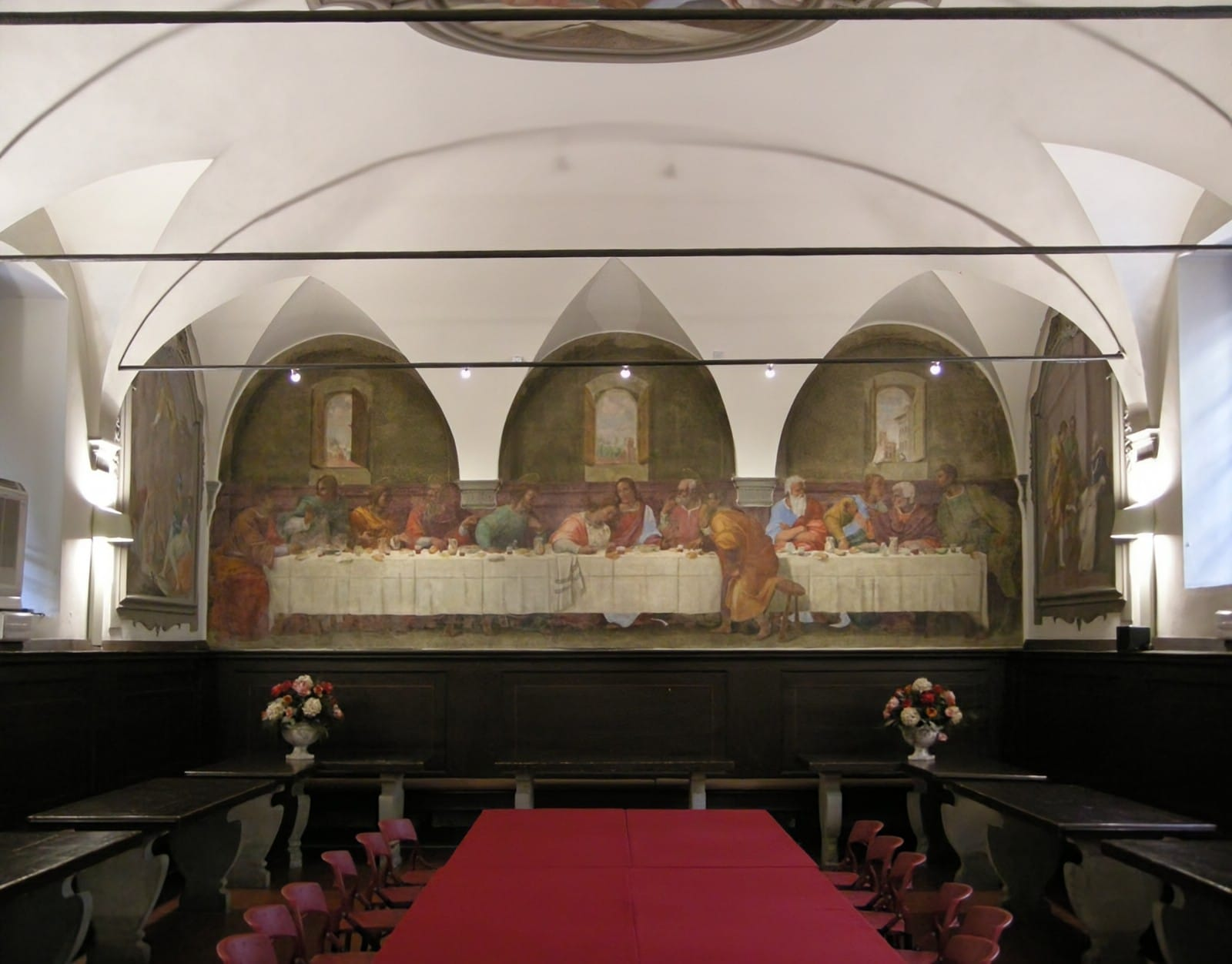
Utolsó vacsora (Firenze)
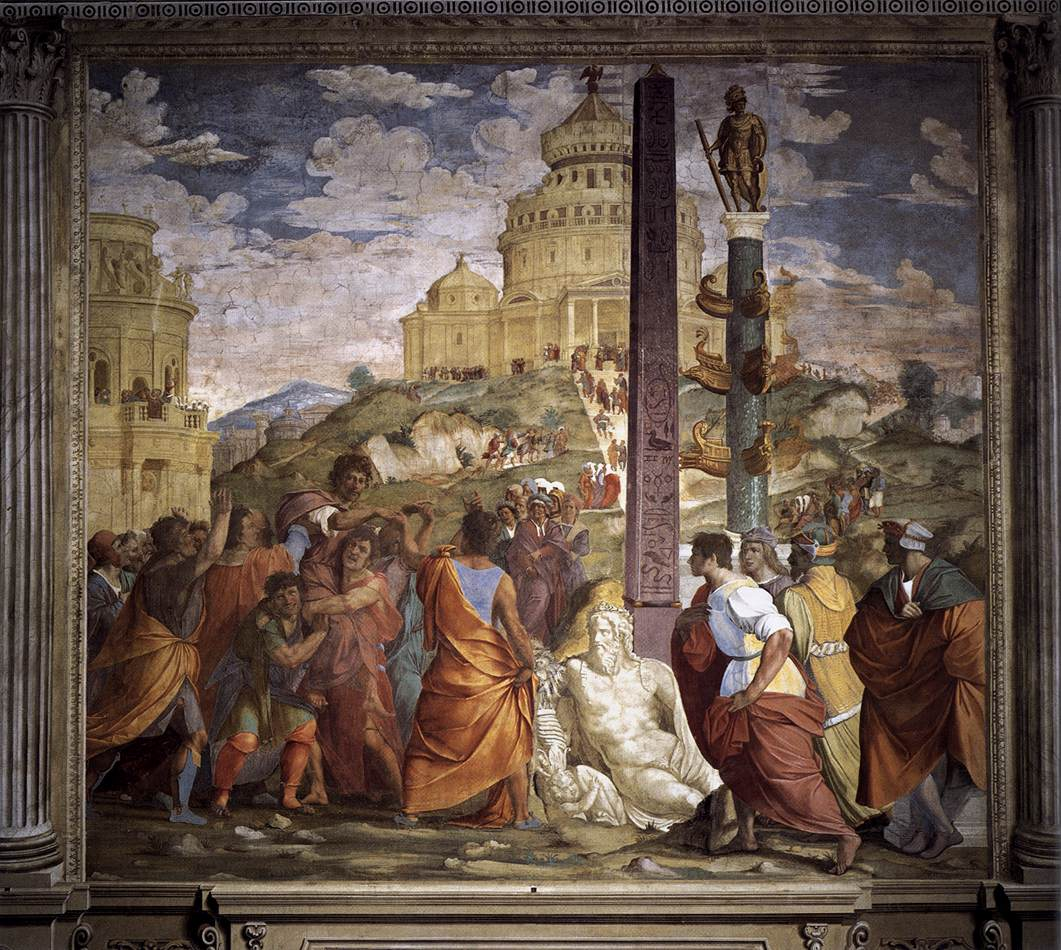
Cicero diadala (1520, Medici villa)